# DKW F 9
Der DKW F 9 war ein Pkw mit Dreizylinder-Zweitaktmotor und Frontantrieb der Marke DKW, den die Auto Union AG 1940 als Nachfolger des Modells DKW F 8 herausbringen wollte.
Um 1937 begannen die Planungen für ein Nachfolgemodell des erfolgreichen Modells F 8 mit quer eingebautem Zweizylinder-Zweitaktmotor. Einerseits war das bisherige Modell nicht mehr auf der Höhe der Zeit, andererseits würde die Einführung des Volkswagens die Marktsituation bei den kleinen Fahrzeugen grundlegend verändern. Mit dem neuen Wagen wollte DKW nicht direkt mit VW konkurrieren, sondern er sollte eine Klasse höher positioniert werden. Er würde damit in einer Klasse mit dem Opel Olympia, dem Ford Taunus und dem Hanomag 1,3 Liter stehen. Das Ergebnis der Entwürfe war ein Wagen mit längs eingebautem Dreizylindermotor, der das bewährte Konzept des Frontantriebs fortsetzte, aber deutlich leistungsfähiger war als die bisherigen DKW-Frontantriebswagen. Die Karosserie in Ganzstahlbauweise aus Blech wurde vom Industriedesigner Günther Mickwausch entworfen und der Wagen hatte einen Luftwiderstandsbeiwert (cw-Wert) von 0,42 (zum Vergleich: der Käfer hat 0,44).
Vor Kriegsbeginn waren 20 Prototypen des F 9 gebaut worden. Da sich die Wirtschaft im nationalsozialistischen Deutschen Reich mit Beginn des Zweiten Weltkriegs auf die Rüstung konzentrierte, wurde der F 9 nicht mehr in Serie gebaut.
Nach dem Krieg wurde seine Produktion 1950 in der DDR als IFA F 9 aufgenommen. Die in der Bundesrepublik Deutschland neu gegründete Auto Union GmbH produzierte im selben Jahr zunächst den DKW  F 89 mit fast gleicher Karosserie, aber dem Zweizylindermotor des F 8, daher der Name („F 8-9“). Einen Dreizylindermotor gab es dort erst ab 1953 beim Nachfolgemodell DKW F 91.